# Agelasta birmanensis
Agelasta birmanensis là một loài bọ cánh cứng trong họ Cerambycidae.